# 丁德貞
丁德貞（西班牙語：Elviva Valentin Martin，1922年12月12日—2012年12月10日）是天主教耶穌孝女會修女，生於西班牙科爾多瓦，畢生在臺灣樂生療養院奉獻痲瘋病患，為第十五屆醫療奉獻獎得主。

## 生平
丁德貞生於1922年12月12日，出生地為西班牙科爾多瓦。孩提時，就會幫窮人家拾穗和挑出可食的棄蔬。高中畢業後，加入耶穌孝女會成為修女。23歲前往中華民國安徽省照顧孤兒，1953年來臺灣新竹縣竹東鎮服務。丁修女參加的耶蘇孝女會係以教育為宗旨，與醫院無關；但她從別的修女那兒獲知樂生療養院的狀況後，1962年開始定期到樂生療養院報到。
自1964年念台北護專時即追隨丁德貞照顧痲瘋病長達半世紀的修女傅世英回憶，丁德貞都在樂生療養院重病區照顧痲瘋病人，每周去療養院起碼三次，從不嫌環境髒臭，為截肢、年邁的病友擦身、洗澡、換乾淨衣服、剪指甲、陪他們聊天。當病人臨終時，丁德貞是他們最後的依靠，不斷安慰、禱告、祝福，總鼓勵院民說「我們含笑告別吧」。
2005年得第十五屆醫療奉獻獎時，丁德貞感言是她自己不覺得辛苦，真的很開心，他們給她很多快樂，要跟他們說謝謝。
丁德貞在2008年因身體衰弱退休，之後罹患巴金森氏症，導致身體變形、頭部低到胸口，又跌倒而長期臥床由外籍看護、田松韻修女照顧。
已失智的丁德貞常用西班牙語說「想念媽媽」。身為媒體工作者的基督徒周富美得知丁德貞沒有獲得任何政府單位在醫療、照護上的協助，主動打電話詢問內政部移民署；移民署承辦人員回應，因不具中華民國國民身分證的丁德貞無法比照國人享長期照護服務，政府單位愛莫能助。2011年11月21日上午，時任中華民國總統馬英九打電話指示內政部，要讓奉獻一生給臺灣的外籍人士妥適安養照顧。同月21日，台北市政府社會局、台北市政府衛生局人員前往大安森林公園旁一處教會探視丁德貞時，田松韻說，她們來臺灣是為服務奉獻，從來沒有想要別人幫助，這樣說她們會很難過。天主教耶穌孝女會表示，丁德貞目前獲得很好照護，感謝政府及外界關心與提供醫療相關資源，對有人發言譏諷宣教師「不要來臺灣」等發言表達遺憾之意。同月31日，內政部鑑於丁德貞因失能失智臥病，決議將長照服務納入馬偕計畫優待項目，這些對臺灣有貢獻的外籍人士可比照臺灣地區老人享有長期照顧服務補助，相關經費由內政部、行政院衛生署及地方政府共同負擔，最高可由政府補助七成，其餘由使用者自行負擔。丁德貞成了台北市首位納入長照體系的外國人。
2012年12月10日早上，丁德貞於睡眠中過世，骨灰安置在宜蘭縣天主教公墓。